# (15296) Tantetruus
(15296) Tantetruus est un astéroïde de la ceinture principale.

## Description
(15296) Tantetruus est un astéroïde de la ceinture principale. Il fut découvert le 2 janvier 1992 à Kitt Peak par le projet Spacewatch. Il présente une orbite caractérisée par un demi-grand axe de 2,39 UA, une excentricité de 0,13 et une inclinaison de 2,3° par rapport à l'écliptique.

## Dénomination
Cet astéroïde porte le nom de « Tante Truus », surnom donné à Geertruida Wijsmuller-Meijer par les enfants qu'elle a sauvés. Geertruida Wijsmuller a organisé, avant et pendant la Seconde Guerre mondiale, le sauvetage d'environ 10 000 jeunes juifs, en les exfiltrant vers différents pays.

## Compléments